# Jean-Marie Bachelot de La Pylaie
Pour les articles homonymes, voir Bachelot.
Auguste-Jean-Marie, baron Bachelot de La Pylaie est un botaniste, explorateur, dessinateur, minéralogiste, ethnologue et  archéologue français, né le 25 mai 1786 à Fougères et mort le 12 octobre 1856 à Marseille.
Sa curiosité et son ouverture d'esprit peu communes, l'ont poussé à mener une activité scientifique à la fois intense et très variée.

## Biographie
Jean-Marie Bachelot de La Pylaie fait ses études à Laval, puis à Paris, au Muséum national d'histoire naturelle où il est l'élève de Georges Cuvier et de Henri-Marie Ducrotay de Blainville.
Au printemps 1816, il entreprend un grand voyage en Bretagne (de Fougères à Brest) avant d'embarquer à bord de la frégate Cybèle pour une tournée d’inspection de trois mois à Terre-Neuve et à Saint-Pierre-et-Miquelon. Entre 1816 et 1818, il est le premier collecteur connu d'espèces locales à Saint-Pierre-et-Miquelon.  Les collections qu'il en rapporte sont conservées au Muséum national d'histoire naturelle. De retour de l’Atlantique nord, il mène une exploration naturaliste et archéologique des îles d'Ouessant, de Molène, de Béniguet, de Triélen, Lithiry, Bannec et Balanec. Au début de l'année 1819, il s'intéresse à la région du Mont Saint-Michel de Brasparts avant de réaliser son deuxième voyage à Terre-Neuve. En 1822, il explore durant plusieurs mois la presqu'île de Crozon.
Après un séjour d'herborisation sur Belle-Île-en-Mer, il passe le mois de décembre et de janvier 1826 sur les îles d'Hoëdic puis de Houat. En janvier, les conditions climatiques hivernales ne lui permettent plus de s'adonner à sa passion, la collecte des algues. Au lieu de retourner sur le continent comme il l'avait initialement prévu, il s'attarde dans les îles, sympathise avec les habitants et entreprend de décrire leur vie, leurs activités, et l'histoire naturelle de leur environnement. Il est alors surnommé le « père-goémon ». Il séjourne de 1831 à 1834 sur l'île d'Yeu où il mène des recherches ichtyologiques et botaniques mais aussi sur les monuments mégalithiques de l'île. Ces recherches sont publiées dans un Précis sur l'île d'Yeu. L'inventaire mégalithique qu'il contient est quasi exhaustif, tout en incluant de simples rochers naturels, au point qu'il sera repris par la suite par de nombreux auteurs sans que ceux-ci ne se rendent sur l'île.
En 1843, il parcourt le Finistère pour y dresser une liste des monuments « antiques », décrivant par exemple un Noël à Brasparts ou la rudesse de l'auberge de Sainte-Marie-du-Ménez-Hom.
Bachelot compte parmi les pionniers de l’archéologie armoricaine et  française. Son travail, durant quarante ans, n’aura de cesse d’être fondé sur des descriptions rigoureuses et des dessins d’accompagnement fidèles. Ses méthodes sont inspirées par la Société des observateurs de l'homme créée au lendemain de la Révolution de 1789. Il est un des premiers à fournir une description rigoureuse des monuments mégalithiques du secteur Carnac-Locmariaquer. Inspiré par sa formation de naturaliste, il propose une classification taxonomique des mégalithes armoricains dans ses Tableaux synoptiques présentant un essai sur la classification des monuments celtiques. La récente redécouverte de ses manuscrits et de ses tableaux synoptiques, conservés dans les archives de l'Institut de France, prouve les aspects innovants de ses travaux,  basés sur une observation méthodique et des descriptions minutieuses appuyées de dessins, en avance sur son temps.

## Condamnations judiciaires
Ses biographes, confrontés à une longue période improductive de sa vie scientifique, s’interrogèrent sur une éventuelle condamnation au bagne après 1830, et surtout sur les motifs de cette condamnation éventuelle : une affaire de mœurs pour certains, ; qui se basent sur des témoignages oraux transmis entre savants : une raison politique pour le colonel Gillot. Bachelot, dont les idées politiques semblent avoir fluctué a très clairement exprimé des opinions républicaines, au moins une fois, dans un document sur l’enseignement. Mais la date de cette profession de foi (1848) peut donner à penser à une forme d’opportunisme, et des idées républicaines en 1830, si elles justifiaient une surveillance policière, ne justifiaient pas une condamnation au bagne.
La mention du nom de Bachelot de la Pilaye dans le registre des pédérastes de la Préfecture de police de Paris appelait des recherches en vue de confirmer les témoignages oraux recueillis par l’un de ses biographes. Si l’affaire qui valut le départ de Bachelot de l’île d’Yeu vers 1830 n’a pas été éclaircie, les archives du Puy-de-Dôme conservent les minutes d’un procès de Bachelot de la Pilaye en date du 23 septembre 1852 qui confirment les goûts du naturaliste pour les adolescents. Bachelot qui séjournait en Auvergne a commis des actes tombant sous le coup des articles 330 et 334 du Code pénal, qui lui valurent une condamnation à huit mois d’emprisonnement et à 200 francs d’amende par le Tribunal correctionnel de Clermont-Ferrand.

## Publications

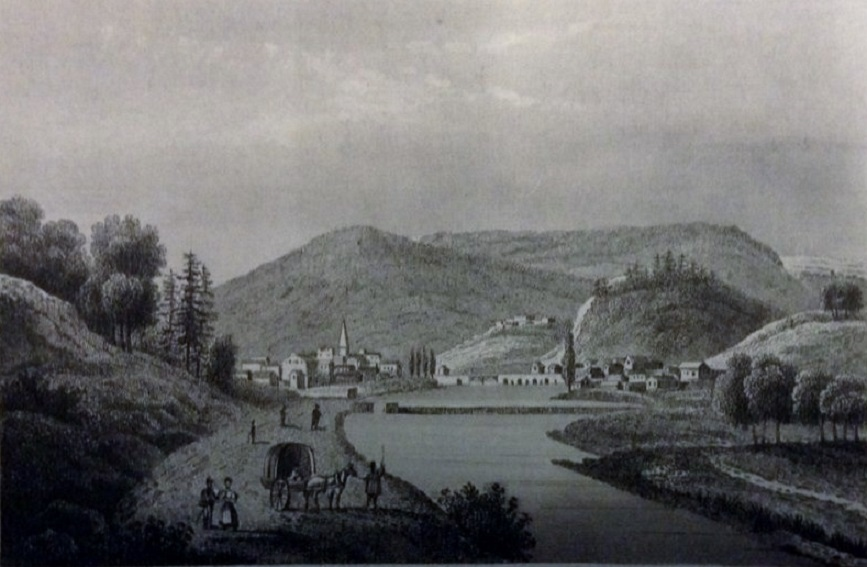
Châteaulin au milieu du XIXe siècle (gravure de Jean-Marie Bachelot de la Pylaie).

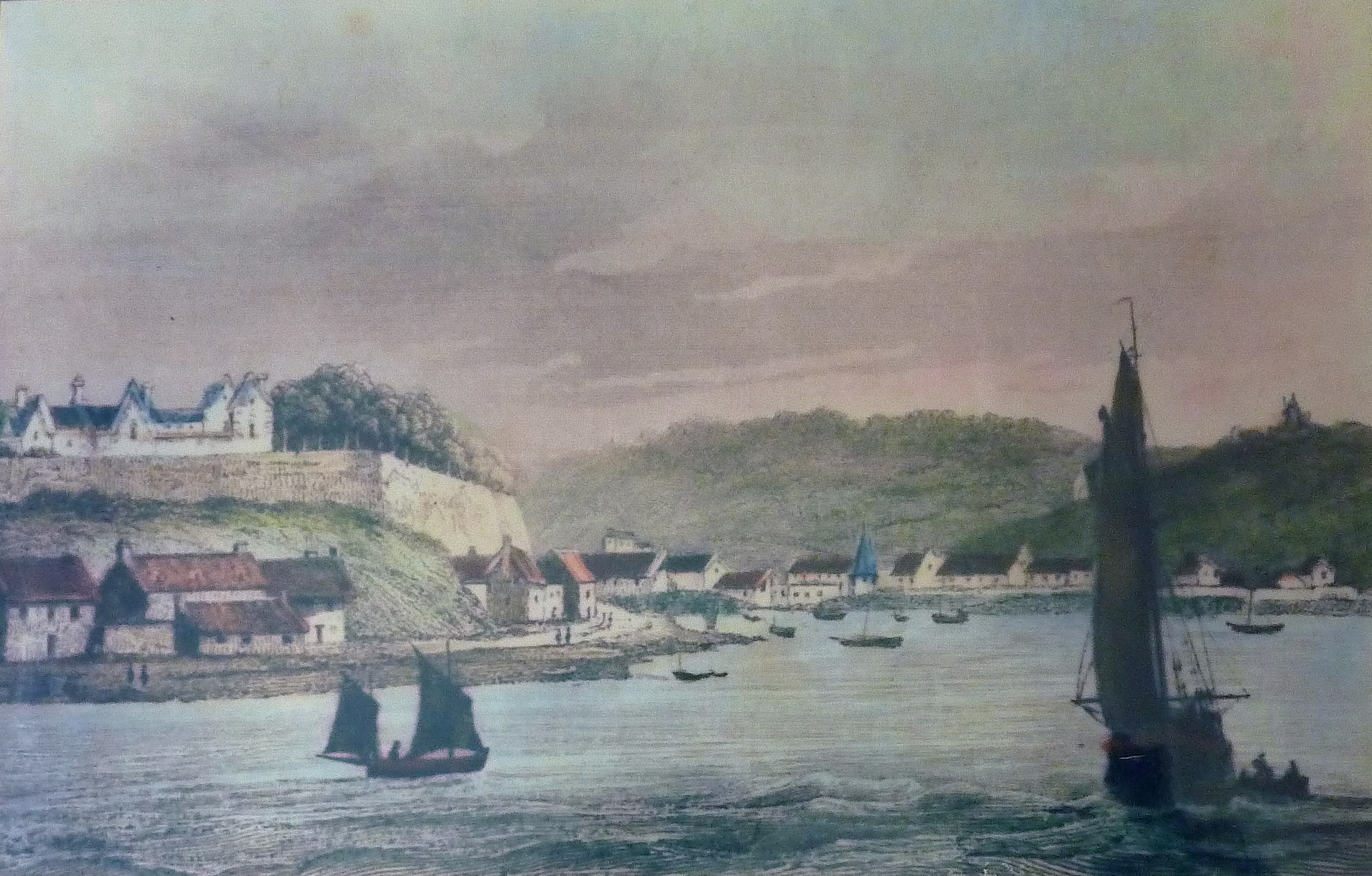
Audierne dans la première moitié du XIXe siècle (dessin de Jean-Marie Bachelot de La Pylaie).

- Voyage à l'île de Terre-Neuve. 1820.
- Études cryptogamiques, ou Monographies de divers genres de mousses, précédées d'une Notice sur les environs de Fougères, et d'un essai sur la classification des mousses. Paris, 1815.
- Notice sur l'île de Terre-Neuve et les Îles Voisines. Mémoire de la Société Linnéenne de Paris, 1825.
- Essai sur la statistique des îles d'Houat et d'Hédic (manuscrit, bibliothèque centrale du Muséum national d'histoire naturelle), 1826.
- Flore de Terre-Neuve et des îles Saint-Pierre et Miclon. Paris, A.-F. Didot, 1829 mais celle-ci ne sera pas achevée, seul le premier tome paraissant lire en ligne sur Gallica.
- Précis géologique sur le bassin de calcaire tertiaire des environs de Dinan. Dinan, 1834.
- Éclipse de soleil observée à Nantes, le 15 mai 1836. Nantes, imprimerie de Hérault.
- Recherches et découvertes archéologiques faites depuis Nantes jusqu'à l'embouchure de la Loire. 1836. Nantes, imprimerie de Hérault.
- Études archéologiques mêlées d'observations et de notices diverses. Bruxelles, Deprez-Parent 1848
- Nécessité dans l'intérêt de la France et du peuple, de composer pour les écoles un nouveau livre de lecture. Schneider, Paris, 1848.
- Études archéologiques et géographiques ; reprint de l'édition de 1850, société archéologique du Finistère à Quimper 1970.
- Notice sur l'ancienne église de Notre-Dame-Garde-Fortune et des Périls, aujourd'hui dite de Prisce. A. Goupil, Laval, 1891.